# Iglesia de Padre Jesús (Ronda)
La Iglesia de Padre Jesús es un templo de culto católico ubicado en la localidad de Ronda (España).
La tradición afirma que aquí empezó la primera iglesia cristiana en Ronda anterior a la dominación musulmana. Es muy probable que ante el aumento de la población, se hiciera una iglesia nueva, o se ampliara la antigua ermita si es que existía.
No sabemos exactamente la fecha de su construcción, pero, a juzgar por su aspecto goticista, se debió de comenzar a finales del siglo XV y se terminaría ya entrado el siglo XVI.
En un principio se dedicó a Santa Cecilia, convirtiéndose en una de las parroquias más concurridas de Ronda. Sin embargo, al hacerse el Puente Nuevo la población se fue trasladando hacia la parte alta del mercadillo por ser más llana y cómoda, y la antigua parroquia de Santa Cecilia quedó abandonada y en un estado casi ruinoso.